# 長野県弁護士会
長野県弁護士会（ながのけんべんごしかい）は日本に52ある弁護士会（単位弁護士会）の一つ。弁護士法に基づき設立された法人で、長野県内に法律事務所を持つ弁護士に加入が義務付けられている強制加入団体である。略称は「長弁」（ながべん）。

## 沿革

### 代言人規則時代
1872年（明治5年）8月、代言人制度開始。1880年（明治13年）5月13日代言人規則の改定により、「免許ヲ受ケシ者ハ必ス第二款ニ掲クル所ノ代言人ノ組合ニ入リテ其規則ヲ守ル可シ若シ一時他管ニ出テ代言ヲ為ストキハ其地組合ノ規則ヲ遵守ス可シ」（ 同規則5 条）として、免許を受けた代言人は、裁判所ごとの組合に加入してその規則を遵守することとされた。
長野県内には、松本代言人組合、上田代言人組合、長野代言人組合が組織された。なお、1880年（明治13年）に代言人組合が設立した時期は、1876年（明治9年）8月21日、筑摩県が廃止され信濃国中部南部が長野県に合併してから4年しか経っておらず、1876年（明治9年）9月13日に松本裁判所が置かれたのち、上田、長野の裁判所が松本裁判所の支庁とされていた時期に当たる。明治16年2月より長野始審裁判所が長野県全体を管轄することになり、松本、上田はその支庁となる（上諏訪、飯田は松本支庁の管轄）。明治23年11月以降、長野地方裁判所となる。

### 旧々弁護士法時代
1893年(明治26年)4月28日、旧々弁護士法に基づき、松本、上田、長野の三代言人組合が合同し、長野弁護士会設立。同年6月5日認可。初代会長は近藤牧太(長野県士族、明治16年1月東京代言人免許、明治40年没)。当時、弁護士会に法人格はなかった。その後、1896年(明治29年)から1935年(昭和10年)まで39年間にわたり小島相陽(明治12年7月埼玉代言人免許、昭和11年没)が会長を務めた。

### 旧弁護士法時代
1936年(昭和11年)4月1日施行の旧弁護士法に基づき、長野弁護士会に法人格が認められる。新制長野弁護士会の初代会長はそれまで副会長を務めていた森山儀文治(明治16年1月東京代言人免許、昭和20年没)で、松本からは初めての会長選出となった。

### 現行の弁護士法制定以降
1949年(昭和24年)10月24日、現行の弁護士法に基づき、新たに長野県弁護士会設立。初代会長は小穴喜一（1907年10月31日弁護士登録、1953年没)。
なお、1880年代言人組合、1893年弁護士会設立、1936年弁護士会法人化、1949年現行法人設立という一連の経過は、国の法令に基づく全国一律の規制によるものであり、若干の例外を除いて、基本的にはどの弁護士会でも大差ない。弁護士会によって創立年の主張が区々なのは上記いずれの時点を採用するかの違いによることが多い。1999年発行の日弁連50年史は長野県弁護士会の創立を1893年6月5日としているがこれは旧々弁護士会が認可された日付である。

### 所在地の変遷
弁護士会所在地は、当初、長野市花咲町1137の旧長野地方裁判所（明治19年4月築の木造二階建庁舎。現存せず）内の弁護士控所だった。1966年（昭和41年）5月、裁判所が長野市旭町1108に移転したのにともない弁護士会も同所に移転した。1999年（平成11年）12月10日、長野県弁護士会館を建設し現在地に移転した。

### 在住会
支部はないが長野地家裁本庁及び支部ごとに在住会がある。松本在住会は、松本城二の丸御殿（筑摩県庁舎）跡に建築された裁判所庁舎（明治11年築。開智学校と同様立石清重によるもの）が焼失した後、1908年（明治41年）築の旧長野地方裁判所松本支部・松本区裁判所庁舎（1982年(昭和57年)松本市島立2196-1に移築保存され2017年(平成29年)11月重要文化財に指定）内の弁護士控所にあったが、1977年（昭和52年）に地裁松本支部が松本市丸の内10-35の現在地に移転すると在住会も同庁舎内の弁護士控室に移転した。2007年裁判所構内から松本市役所近くの建物に移転し、2014年（平成26年）7月8日、松本市丸の内10-18に松本在住会館が完成した。

## 業務内容
- 長野県庁・県下各市町村で行なわれる法律相談の運営
- 裁判員制度の普及活動
- 日本弁護士連合会との連携事業

## 所在地
- 〒380-0872 長野市南長野妻科432(長野県弁護士会館)

## 法律相談センター
- 長野法律相談センター 長野県弁護士会館内
- 上田法律相談センター 上田市中央西2丁目8-13 柳沢ビル101号室
- 佐久法律相談センター 佐久市岩村田1158-13 ピースタウン平和ビル1B
- 松本法律相談センター 松本市丸の内10-18
- 大町法律相談センター 大町市社4682-26
- 諏訪法律相談センター 諏訪市諏訪1丁目23-10　諏訪教育会館2階206号
- 伊那法律相談センター 伊那市西町5000-1
- 飯田法律相談センター 飯田市小伝馬町1丁目3594-7 コーポ沙羅301号